# Vallis Capella
El Vallis Capella es un valle localizado sobre la cara visible de la Luna. Su traza, considerablemente rectilínea, tiene unos 106 km de longitud, incluyendo los casi 50 km en los que atraviesa el cráter Capella, del que toma el nombre.
Las coordenadas selenográficas de su centro son -7.39 Sur y 35.04 Este.

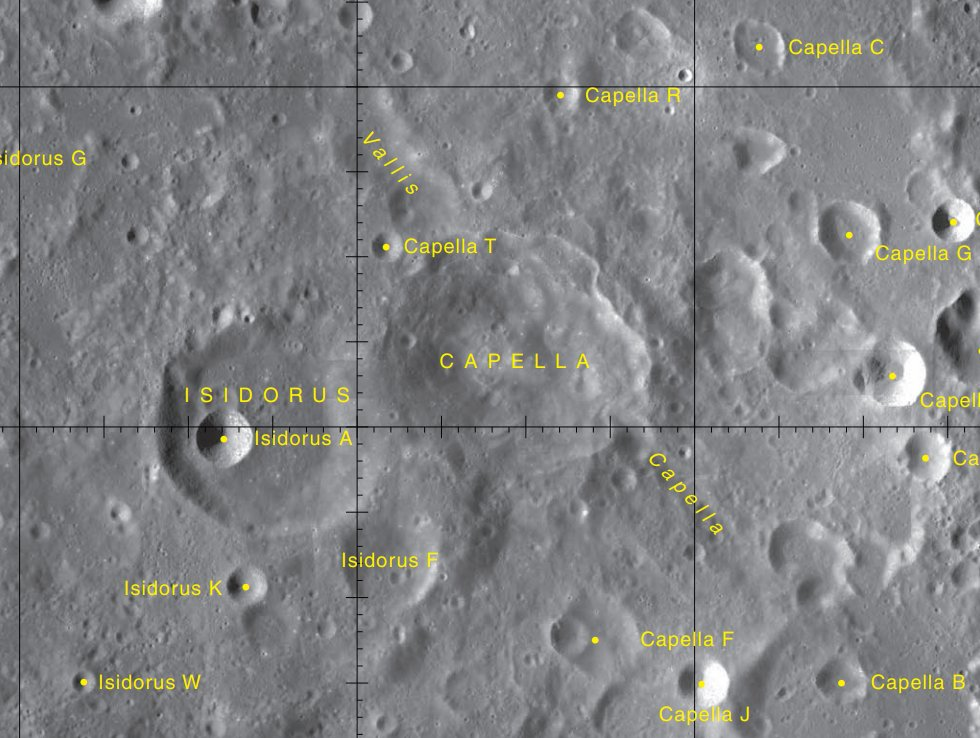
El Vallis Capella, atravesando de noroeste a sureste el cráter Capella

Su disposición es prácticamente simétrica con respecto al centro del cráter Capella, que atraviesa de lado a lado, rebasando su contorno unos 25 km en dirección noroeste y otros 25 km en dirección sureste. Hacia el noroeste finaliza antes de alcanzar el cráter satélite Isidorus E, mientras que hacia el sureste finaliza sin llegar a incidir en Capella B. El valle presenta un aspecto similar al de una catena de cráteres, por lo que muy probablemente se generó a consecuencia del impacto que formó el cráter Capella.